# Institut für Sonnenphysik
Das Institut für Sonnenphysik (ab 2018 bis 2023 Leibniz-Institut für Sonnenphysik, vormals Kiepenheuer-Institut für Sonnenphysik, daher abgekürzt KIS) ist eine außeruniversitäre Forschungseinrichtung mit Sitz in Freiburg im Breisgau. Seine Forschungsaktivitäten sind der anwendungsorientierten Grundlagenforschung auf den Gebieten der Astronomie, Astrophysik und Sonnenphysik zuzuordnen. Das Institut war bis zum 31. Dezember 2023 Mitglied der Leibniz-Gemeinschaft.

## Geschichte
Die Gründung des Instituts geht auf das Jahr 1939 zurück, als Karl-Otto Kiepenheuer (1910 bis 1975) zu Johannes Plendl stieß mit dessen Hilfe er dann ein Netz von (militärisch bemannten) Beobachtungsstationen der Sonnen-Aktivität einrichtete, darunter auch ein Observatorium auf dem Schauinsland. Damit sollte der Einfluss der variablen Aktivität der Sonne und der solaren Eruptionen auf die Ionosphäre erforscht werden. Man hoffte diese Erkenntnisse bei der Übermittelung von Kurzwellennachrichten verwenden zu können. Das Institut hatte ursprünglich den Namen „Fraunhofer-Institut“. Mit den Instituten der später gegründeten Fraunhofer-Gesellschaft bestand kein Zusammenhang.
Nach dem Ende des Zweiten Weltkriegs blieb das Observatorium auf dem Schauinsland zunächst die Zentrale des Instituts. Im Jahr 1955 zog das Institut nach Freiburg in die Schöneckstraße 6 und 7 um. 1978 erfolgte die Umbenennung in „Kiepenheuer-Institut für Sonnenphysik“.
Das Kiepenheuer-Institut war bis zum 31. Dezember 2001 eine unmittelbar dem Wissenschaftsministerium des Landes Baden-Württemberg unterstellte nachgeordnete, rechtlich unselbstständige außeruniversitäre Forschungseinrichtung des Landes. Zum 1. Januar 2002 erfolgte entsprechend einer Empfehlung des Wissenschaftsrats die Umwandlung in eine rechtsfähige Stiftung des öffentlichen Rechts des Landes Baden-Württemberg.
Zum Ende 2018 erfolgte die Namensänderung zu „Leibniz-Institut für Sonnenphysik“ (KIS), um die Mitgliedschaft des Instituts in der Leibniz-Gemeinschaft sichtbarer zu machen.
Die 2022 turnusmäßig im 7-Jahres-Rhythmus stattfindende Evaluierung des KIS führte 2023 zur Einschätzung des Senats der Leibniz-Gemeinschaft, dass das Institut die Anforderungen an Mitgliedseinrichtungen nicht mehr erfüllt. Der Senat empfahl Bund und Ländern, die gemeinsame Förderung zu beenden. Gemäß Ausführungsvereinbarung WGL befindet sich das Institut in einer Übergangsphase mit einer gesicherten Abwicklungsfinanzierung bis zum 31. Dezember 2026.
Im April 2024 wurde ein Institutsneubau in der Georges-Köhler-Allee auf dem Campus der Technischen Fakultät der Universität Freiburg bezogen.

## Aufgaben

### Forschung und Beteiligung an der universitären Lehre

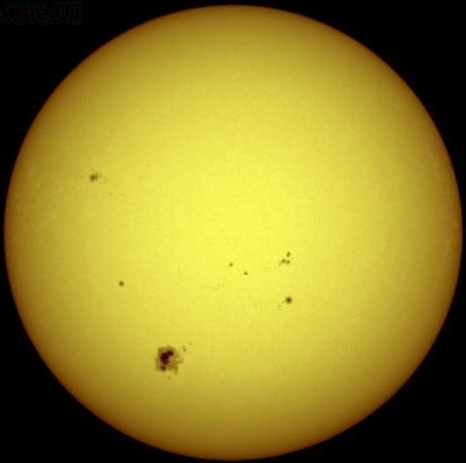
Die Sonne im Juni 1992

Das KIS widmet sich der experimentellen und theoretischen Erforschung physikalischer Vorgänge auf und in der Sonne.
Die wissenschaftlichen Arbeiten des Instituts beziehen sich auf den Sonnenmagnetismus und den Einfluss stellarer Aktivität auf die interplanetare Umgebung. Darüber hinaus werden forschungsrelevante Dienstleistungen zum Datenmanagement und zur Datenanalyse erbracht. Zwei weitere Gruppen sind für den Betrieb von Beobachtungseinrichtungen sowie die Entwicklung und ständige Verbesserung von Teleskopen wie auch wissenschaftlichen Instrumenten verantwortlich.
Wissenschaftliche Beobachtungen der Sonne finden mit den Sonnenteleskopen GREGOR und VTT des in den Jahren 1986–1988 errichteten Observatorio del Teide auf Teneriffa statt. Das historische Sonnenobservatorium auf dem Schauinsland bei Freiburg, Erstsitz des Instituts, dient Tests von Apparaturen sowie Ausbildungszwecken.
Die Wissenschaftlerinnen und Wissenschaftler des KIS beteiligen sich in der Fakultät für Physik der Albert-Ludwigs-Universität Freiburg an der Ausbildung von Studierenden einschließlich der Betreuung von Abschlussarbeiten. Auch Promotionsvorhaben können am KIS durchgeführt werden.

### Observatorien

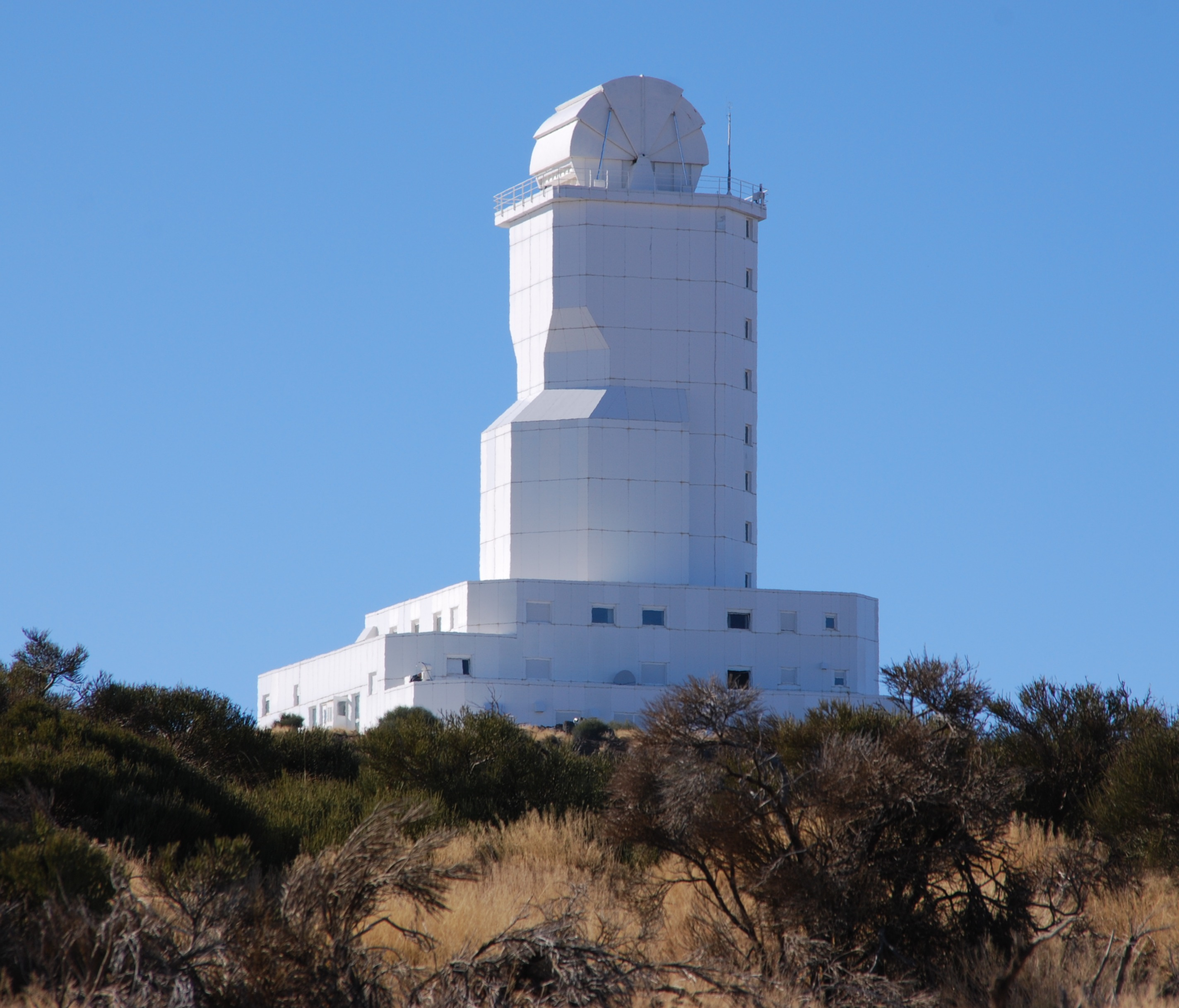
Vakuumturmteleskop zur Sonnenbeobachtung

Das KIS betreibt zusammen mit dem Leibniz-Institut für Astrophysik Potsdam und dem Max-Planck-Institut für Sonnensystemforschung in Göttingen mehrere Sonnenteleskope am spanischen Observatorio del Teide auf dem Berg Izaña auf Teneriffa.
Dort wird unter Federführung des KIS Europas größtes Sonnenteleskop GREGOR betrieben, das mit einem Spiegeldurchmesser von 1,5 m und einer adaptiven Optik ausgestattet eine Auflösung von 0,1 Bogensekunden erreicht.
Das ursprüngliche Hauptteleskop dort ist das Vakuumturmteleskop (VTT) mit 70 Zentimeter Öffnung und 46 Meter Brennweite, bei dem ein Coelostaten-System zur Lichteinspeisung verwendet wird. Das VTT besitzt einen vertikal installierten Echelle-Spektrographen von 15 Meter (bzw. 7,5 Meter) Brennweite, eine Filteranlage zur simultanen Aufnahme von Sonnenbildern in verschiedenen Wellenlängen sowie ein optisches Labor mit einem Fabry-Pérot-Interferometer.
Auf dem Schauinsland befindet sich ein Turmteleskop (Refraktor) mit 45 Zentimeter Öffnung, das wie das VTT mit einem Coelostaten-System ausgerüstet ist. Das Observatorium dient der Erprobung von Instrumenten und wird zur Ausbildung sowie für die Öffentlichkeitsarbeit genutzt.

### Instrumentierungsentwicklung
Das KIS wirkt an diversen internationalen Projekten zur Sonnenbeobachtung und -forschung mit. Die Beteiligungen beinhalten sowohl die Entwicklung und den Bau von wissenschaftlichen Instrumenten oder Komponenten davon, als auch umfangreiche Datenanalysen.
Zu nennen sind aus den letzten beiden Jahrzehnten insbesondere die
- Beteiligung an allen Flügen des ballongebundenen Sonnenteleskops SUNRISE;[6]
- Beteiligung an Entwicklung und Bau des PHI-Instruments[7] der Raumsonde Solar Orbiter;[8]
- Entwicklung und der Bau des Visible Tunable Filter (VTF)[9] für das weltweit größte Sonnenteleskop, das Inouye Solar Telescope,[10] das vom National Solar Observatory der USA[11] betrieben wird.

## Finanzierung
Nach dem Standard-Finanzierungsmodell für Leibniz-Einrichtungen wird die Grundfinanzierung des Instituts in Form einer Fehlbedarfsfinanzierung zu gleichen Teilen aus Mitteln des Bundes und der Länder gewährleistet. Der Bundesanteil von 50 % wird vom Bundesministerium für Bildung und Forschung (BMBF) getragen, 37,5 % der Finanzierung vom Ministerium für Wissenschaft, Forschung und Kunst des Landes Baden-Württemberg. Die verbleibenden 12,5 % werden nach dem Königsteiner Schlüssel durch alle Bundesländer aufgebracht. Darüber hinaus werden nationale und internationale Drittmittelförderungen (EU) eingeworben und in Anspruch genommen.